# Hora legal

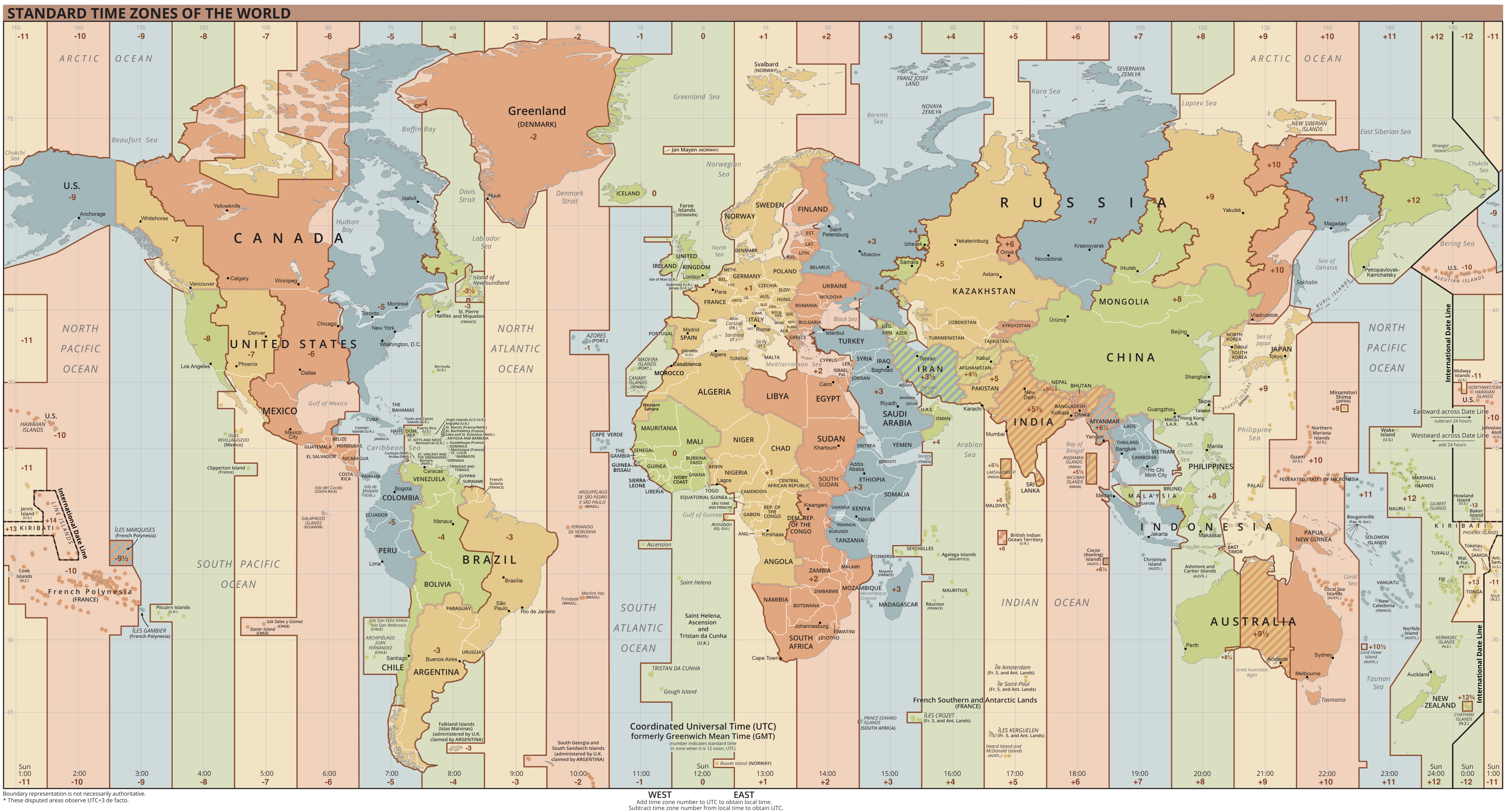
Zonas horárias do mundo.

Hora legal é a hora oficial escolhida por um governo (ou outro órgão de soberania), para vigorar, permanente ou temporariamente, num dado país ou numa sua região administrativa, que poderá coincidir ou não com o fuso horário onde esteja situado.

## Em Portugal
A exactidão da hora legal em Portugal é garantida pelo Observatório Astronómico de Lisboa (OAL), que também tem a competência de a divulgar publicamente, sob autoridade estatal. O director do OAL é presidente da Comissão Permanente da Hora, órgão consultivo na questão da hora legal.

### História

#### Adopção dos fusos horários
A 1 de janeiro de 1912, a hora legal de Portugal continental, por ordem do governo republicano, deixou de ser o Tempo Médio de Lisboa (TMG-00:36:44,68), próxima da hora solar, e que vigorava desde 1878. Apesar da maior parte do país estar situada a oeste do meridiano 7º30'W, na zona do fuso -1, o governo optou por escolher como hora legal do continente o então designado Tempo Médio de Greenwich (abreviado TMG ou GMT, actualmente designado por Tempo Universal Coordenado ou UTC), a hora do fuso 0, definida pelo meridiano que passa pelo observatório de Greenwich, perto de Londres, Inglaterra, e que a Conferência Internacional do Meridiano, em 1884, convencionou como sendo o meridiano zero ou de referência internacional para medição das longitudes.
Nessa mesma data, a Madeira abandonou o Tempo Médio do Funchal (TMG-1:07:36) e adoptou a hora TMG-1, e os Açores trocaram o Tempo Médio da Horta (TMG-1:54:32) pela hora TMG-2.

#### Hora de Verão
A 17 de junho de 1916, o país adoptava pela primeira vez a hora de Verão, no decorrer da 1ª Guerra Mundial, seguindo a Alemanha e os restantes países beligerantes, e que durou até 1 de novembro desse ano. Desde então, continuaria a haver hora de Verão até 1941, excepto nos anos de 1922, 1923, 1925, 1930 e 1933, em que a hora padrão se manteve durante todo o ano.

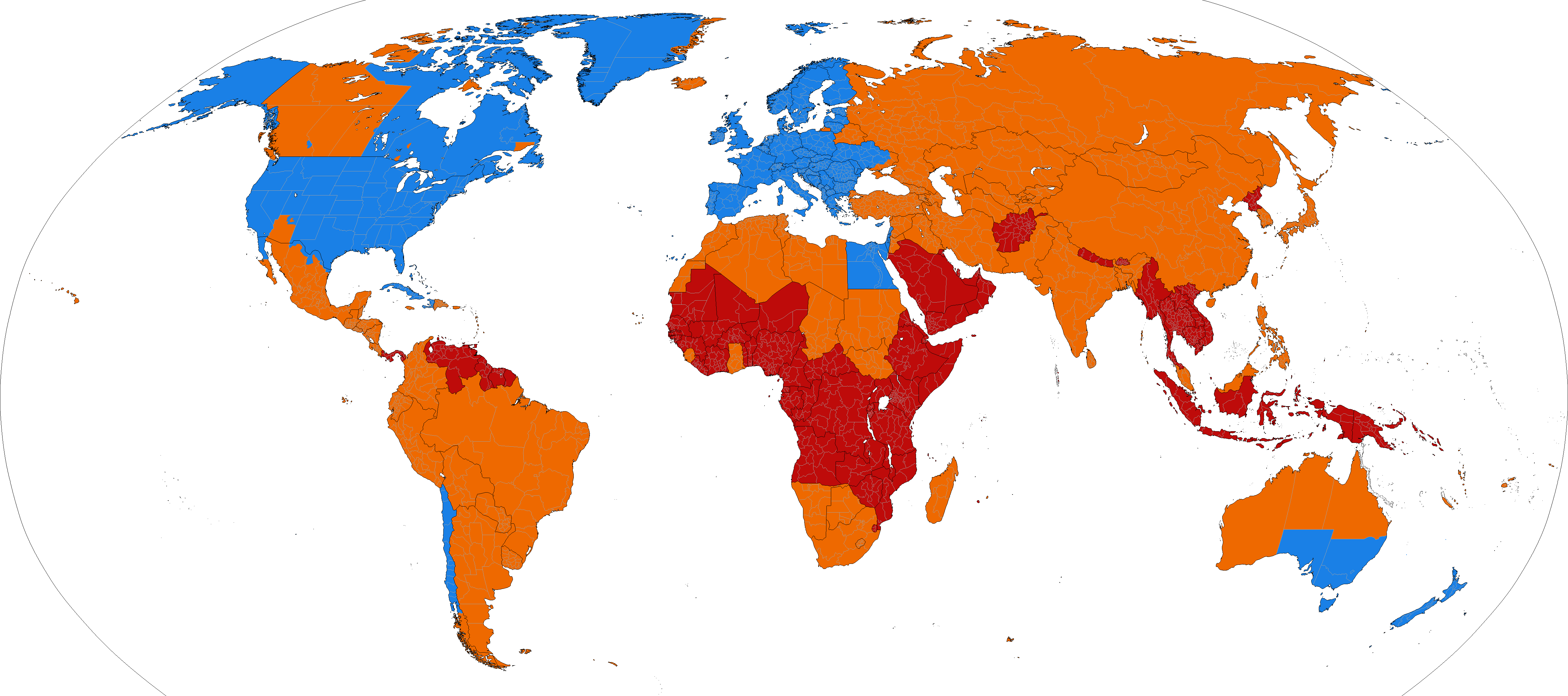
Horário de Verão no mundo
Regiões que adotam o Horário de Verão
Regiões que já adotaram Horário de Verão, mas não usam atualmente
Regiões que nunca adotaram Horário de Verão

Entre 1942 e 1945, devido à 2ª Guerra Mundial, Portugal teve uma hora de Inverno TMG, outra de primavera TMG+1 e outra de Verão TMG+2, reguladas pela existência legal de dois períodos de hora de Verão. Os relógios avançaram uma hora na noite de 14 para 15 de março. Depois, voltaram a adiantar 60 minutos na noite de 25 para 26 de abril. Por fim, fizeram o primeiro movimento inverso na noite de 15 para 16 de agosto, recuando os segundos 60 minutos – para assim voltar à hora TMG – na noite de 24 para 25 de outubro.
Entre 1946 e 1965, voltou-se ao regime da hora de Inverno/hora de Verão, que existia antes de 1942.

#### Hora de Verão permanente (1966-1976) e regresso ao sistema bi-horário (a partir de 1976)
Entre 3 de abril de 1966 e 26 de setembro de 1976, Portugal esteve sob o regime de hora de Verão permanente (UTC+1 no Continente, UTC na Madeira e UTC-1 nos Açores). A partir dessa data, o país voltou a ter regime bi-horário anual, como sucedia antes de 1966. Portugal continental regressou à hora de Inverno TMG, desde o último domingo de Setembro ao último domingo de Março. No entanto, a Madeira e os Açores não regressariam às horas padrão (de Inverno) que tinham antes da alteração de 1966. Como hora de Inverno, a Madeira adoptou a hora TMG e os Açores a hora TMG-1, em claro desfasamento com os fusos horários em que se encontram situados, TMG-1 e TMG-2, respectivamente. Em Março de 1977, a hora de Verão na Madeira passou a ser TMG+1 e nos Açores TMG, adiantadas 2 horas em relação às suas horas solares.

#### Hora da Europa Central (1992-1996)
A partir do final de Setembro de 1992, o 3º governo PSD de Cavaco Silva, por critérios de "convergência económica" e por uma suposta "necessidade de uniformização do regime da hora legal vigente em Portugal com o dos seus parceiros comunitários continentais" decidiu que Portugal Continental (e Madeira e os Açores, com os correspondentes adiantamentos horários) deveria ter o regime bi-horário da Europa Central (UTC+1 no Inverno e UTC+2 no Verão). Tal medida foi completamente desajustada à localização geográfica de Portugal, Madeira e Açores, e causadora de enorme desconforto social e de saúde, dado que havia um exagerado desfasamento em relação à hora solar: de +1h30 no período de Outono-Inverno e de +2h30 no período da Primavera-Verão. No início do Inverno, o sol nascia pelas 9h00 e no início do Verão, o sol nascia pelas 7h00 e só anoitecia pelas 22h45. Com a hora de Inverno, o meio-dia solar era pelas 13h30, e com a hora de Verão, era às 14h30. Nas manhãs de Outono, Inverno e Primavera, a população trabalhadora e estudantil era obrigada a acordar e a deslocar-se para os seus destinos antes do nascer do sol. Apesar de inúmeros protestos, o governo de Cavaco Silva manteve-se inamovível da sua decisão insensata.

#### Reposição da Hora da Europa Ocidental (a partir de 1996)
Só com um novo executivo, resultante da vitória do Partido Socialista nas eleições legislativas em Outubro de 1995, liderado por António Guterres, foi possível abandonar esse regime horário inadequado. Por iniciativa do ministro da Educação, Eduardo Marçal Grilo, foi publicado um normativo a revogar a anterior legislação e a repor a hora legal anterior à alteração de 1992. Assim, no último domingo de Março de 1996, a hora não foi adiantada (mantendo-se UTC+1 no Continente e Madeira, e UTC nos Açores) e no último domingo de Outubro de 1996 os relógios foram atrasados uma hora (para UTC no Continente e Madeira, e UTC-1 nos Açores).

#### Calendário das mudanças bi-horárias na União Europeia
Em 1996 o Parlamento Europeu, regulou a hora de Verão, passando a determinar que os Estados-membros da União Europeia devem adoptar a hora Verão na madrugada do último domingo de março e regressar à hora de Inverno na madrugada do último domingo de outubro. Anteriormente, o regresso à hora de Inverno efectuava-se no último domingo de Setembro, no início do Outono, excepto no Reino Unido, que só o fazia no último domingo de Outubro (à semelhança do que acontece nos EUA).

#### Sinalização horária
Antes de existir o sinal de rádio e o atual Sistema de Posicionamento Global, os navios que partiam do porto de Lisboa necessitavam acertar os seus cronómetros de bordo em terra para, quando em alto-mar, pudessem calcular com exatidão a sua longitude. Visando emitir a hora legal para a cidade e, nomeadamente para os navios ancorados no rio Tejo, foi construída, em 1914, uma guarita no zona do Cais do Sodré, equipada com um relógio mecânico, ligado por um cabo elétrico ao OAL, situado na Tapada da Ajuda. Dessa guarita partia um sistema semafórico, ao longo da costa, até Belém, para indicação luminosa da hora a quem estava ancorado no rio.
Em 2009, um relógio de quartzo passou a estar ligado em rede aos relógios atómicos do OAL, através de um sistema NTP ("Network Time Protocol"), garantindo a exatidão da hora legal.

## No Brasil
A Divisão Serviço da Hora do ON é responsável, há mais de um século e meio, por manter, com a mais alta precisão técnica, a determinação, conservação e disseminação da hora legal brasileira; difundindo-a não só a todo o território nacional, como também no exterior.
As atividades em Metrologia em Tempo e Frequência, que estão a cargo da Divisão Serviço da Hora do Observatório Nacional, remontam à criação do Imperial Observatório Nacional do Rio de Janeiro, em 1827. Há mais de 180 anos, o ON gera, conserva e dissemina a Hora Legal Brasileira (HLB), para todo o território nacional. Desde 1913, através da Lei Nº 2 784, que instituiu o sistema de fuso horário no Brasil, esta atividade passou a ser uma atribuição dada por lei. A geração da hora é realizada através de um conjunto de relógios atômicos de césio, que são comparados entre si continuamente.